# Брайант, Луиза
Луиза Брайант (Louise Bryant, при крещении Анна-Луиза Моэн; 5 декабря 1885 года, Сан-Франциско, США, — 6 января 1936 года, Севр, Франция) — американская писательница, журналистка; супруга репортёра и социалиста Джона Рида, автора книги «Десять дней, которые потрясли мир» (1919).

## Биография
Отец Луизы — потомок ирландских иммигрантов Хью Моэн, в юности работал на пенсильванских угольных шахтах.
Луиза носила фамилию отчима, кондуктора железной дороги Шеридана Брайанта, воспитавшего её.
Некоторое время работает учительницей в разных городах американского Запада, затем переезжает в Портленд (штат Орегон), где в 1909 году выходит замуж за врача-дантиста Пола Труллингера.
В 1915 году Луиза знакомится с журналистом-социалистом Джоном Ридом и уезжает с ним в Нью-Йорк. Там она становится известной нью-йоркской журналисткой.
«Она дикая, храбрая и прямолинейная, а её грациозность и милый облик — отрада для глаз. Любительница всех приключений духа и разума, ни в ком не находил я столь ледяного презрения к стабильности и оседлости… В этом духовном вакууме, на этой неплодородной почве она выросла (как — не представляю) художником, радостным, оголтелым индивидуалистом, поэтом и революционером», — писал о Брайант зимой 1915 года Джон Рид.
В ноябре 1916 года Луиза и Джон Рид женятся. Вместе с Дж. Ридом в 1917 приезжает в Россию, где знакомится с большевиками и становится свидетельницей событий Великой Октябрьской социалистической революции.
В феврале 1918 года американские журналисты — участники Русской революции возвращаются в США, где подвергаются политическим преследованиям.
В феврале 1919 года Луиза Брайант, Джон Рид, Альберт Рис Вильямс и Бесси Битти свидетельствуют перед антикоммунистически настроенным комитетом Сената США. Затем Джон Рид, а следом Луиза снова отправляются в Россию, где Джон внезапно заболевает тифом и в сентябре умирает на руках у своей жены.
В 1920—1921 Луиза Брайант снова приезжает в Советскую Россию, встречается с В. И. Лениным. В её книге «Зеркала Москвы» содержатся воспоминания о В. И. Ленине, М. И. Калинине, Ф. Э. Дзержинском, Г. В. Чичерине и других деятелях.
Удостоверение на имя Брайант, выписанное Лениным в январе 1921 года, рекомендовало её как «американскую коммунистку, вдову товарища Джона Рида», хотя Брайант тогда в коммунистической партии не состояла, и рекомендация Ленина основывалась на её прокоммунистической литературной и общественной деятельности.
В начале 1922 года в Париже Луиза Брайант знакомится с Уильямом Буллитом. Вернувшись в США, Луиза начинает журналистскую карьеру, вскоре становится ведущим репортером. В 1924 году выходит замуж за Уильяма Буллита, американца, побывавшего в революционной России в составе официальной миссии госдепартамента США. Вскоре у них рождается дочь Анна (1924—2007). Вместе Буллиты переезжают в Париж. В 1930 году они разводятся. Был бракоразводный процесс, который инициировал Буллит.
Луиза Брайант страдала алкоголизмом; умерла во Франции в 1936 году после тяжелой болезни. Её могила находится на кладбище Гонар в  Версале недалеко от Парижа.

## Киновоплощения

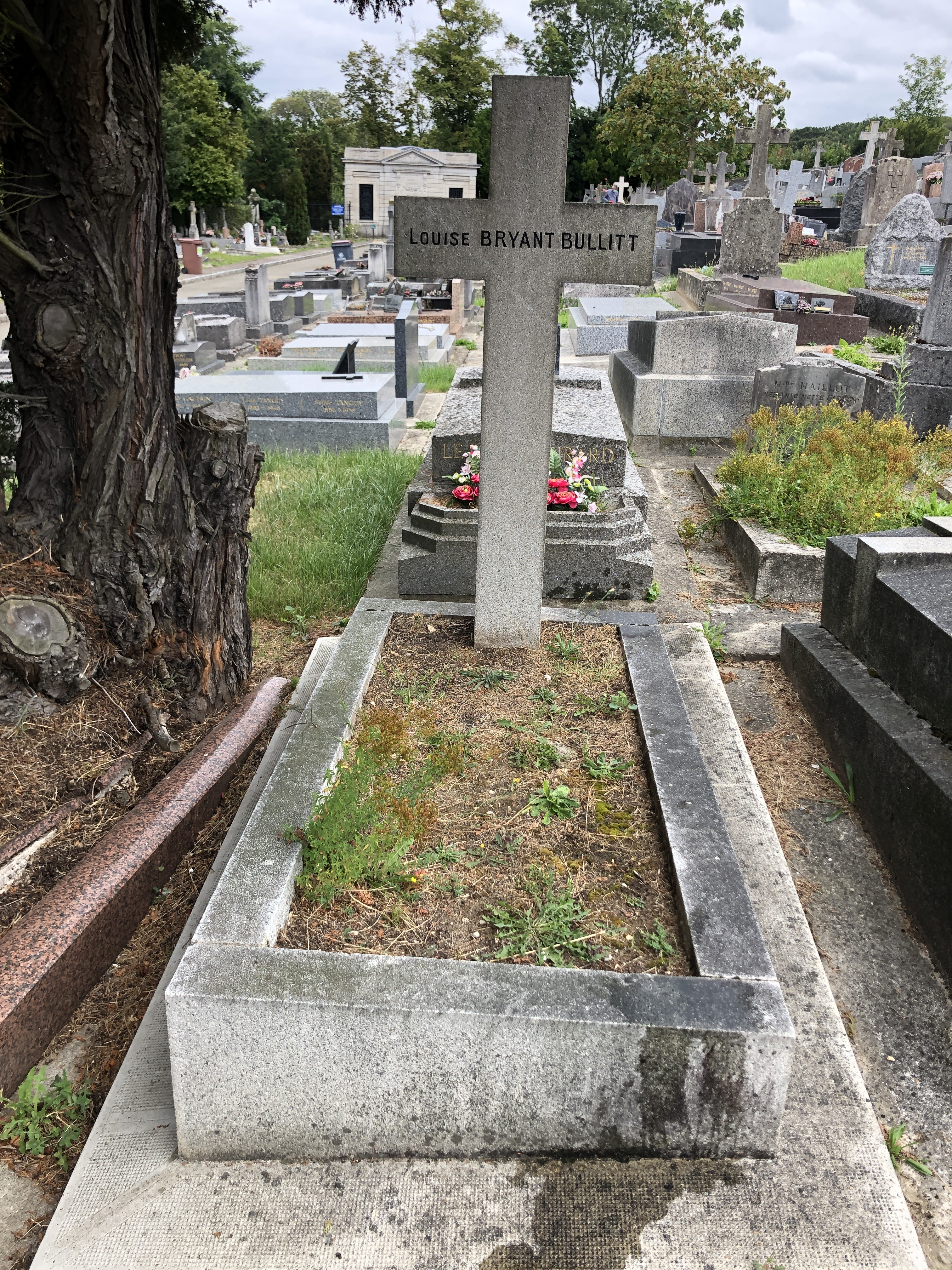
Mогила

- «В дни Октября» — советский фильм, снятый в 1958 году. Луизу Брайант играет Галина Водяницкая.
- «Красные» — американский фильм, снятый в 1981 году. Луизу Брайант играет Дайана Китон, Джона Рида — Уоррен Битти, Юджина О’Нила — Джек Николсон. Фильм получил трех «Оскаров», включая награду за лучшую режиссуру.
- Красные колокола. Фильм 2. Я видел рождение нового мира — советский фильм Сергея Бондарчука, снятый в 1982 году. Луизу Брайант играет Сидни Ром. Фильм получил премию за лучший иностранный фильм в Индии в 1985 году.

## Произведения
- «Шесть красных месяцев в России» (1919)
- «Сказки для пролетарских детей» (1919)
- «Зеркала Москвы» (1923)